# Nucleo Investigativo
Il Nucleo Investigativo è l'apparato militare investigativo dell'Arma dei Carabinieri più rilevante a livello nazionale in Italia.

## Descrizione
Il numero di militari che vi lavorano non è conosciuto, possono variare in base alla grandezza del Comando Provinciale in cui operano. Questi Carabinieri lavorano esclusivamente in abiti civili, ufficiali compresi. Il grado del comandante può variare da capitano a colonnello (nelle province più grandi).
Il personale del Nucleo Investigativo svolge attività di polizia giudiziaria e si occupa delle indagini relative ai crimini e a fatti maggiormente rilevanti, quelli che destano particolare allarme sociale nel territorio della provincia o che comunque interessino quest'ultima (per queste ragioni le attività si spingono molto spesso fuori dalla provincia stessa).

## Organizzazione
È presente in ogni Reparto Operativo di Comando Provinciale o Comando di Gruppo. In tutta Italia si contano 118 uffici (105 provinciali più altri 13 aggiuntivi), uno ogni mezzo milione di abitanti.
Non c'è un modello organizzativo unico per tutti i Nuclei, ma quelli dislocati nelle città più grandi si suddividono distintamente per specialità, chiamate "Sezioni" comandate da un ufficiale o un sottufficiale anziano, data la vastità e la frequenza dei più disparati fenomeni criminali, solitamente  è diviso in diverse sezioni:
- 1ª sezione Omicidi e reati contro la persona in generale;
- 2ª sezione Traffico di stupefacenti e traffico d'armi;
- 3ª sezione Rapine;
- 4ª sezione Criminalità organizzata;
- 5ª sezione Sequestri di persona
- 6ª sezione Reati contro la Pubblica Amministrazione
- 7ª sezione Ricerca di evasi o latitanti;

Diversamente, il Terrorismo è di competenza primaria del ROS.
Tra Nucleo Investigativo e Nucleo Operativo vi sono delle differenze:
- Con Nucleo Operativo si è sempre intesa l'aliquota o sezione investigativa del NORM - Nucleo Operativo e Radiomobile,[3] presente in ogni Comando Compagnia, ma di conseguenza operante ciascuno su una parte più ristretta della Provincia, e con competenze su reati meno gravi o fenomeni criminali di piccola-media estensione.  "Nucleo Operativo" in senso stretto dovrebbe tuttora chiamarsi l'aliquota investigativa di quelle Compagnie presenti in quartieri di grandi aree urbane, dove il Nucleo Radiomobile è centralizzato, per cui non esiste un'aliquota radiomobile di Compagnia, ma solo un'aliquota investigativa e le "PMZ" che svolgono attività di pronto intervento prevalentemente nell'ambito dei territori di competenza delle proprie Compagnie di appartenenza. Dovrebbe essere il caso, ad esempio, di Roma, dove il Nucleo Radiomobile è unico e non esistono NORM di Compagnia urbana, ma solo Nuclei Operativi.
- il Nucleo Investigativo, invece, è sempre un'aliquota investigativa (come di fatto il Nucleo Operativo), ma del Reparto Operativo del Comando Provinciale, ha dunque competenza su reati più eclatanti e su attività criminali maggiormente diffuse che interessano tutto il territorio della provincia di propria giurisdizione, ma anche di altre province, qualora si verifichino indagini più estese.

In definitiva, entrambi gli uffici investigativi si possono considerare reparti volti alle investigazioni, ma il primo risponde al Comando Compagnia (parte della provincia, reati meno gravi), mentre il secondo al Comando Provinciale (tutta la provincia e oltre, reati più gravi)
Viene anche chiamato per sineddoche "Reparto Operativo" o più semplicemente "Reparto", ma in realtà è solo una delle articolazioni del Reparto Operativo, assieme al Nucleo Informativo (che gestisce la raccolta di informazioni utili alle indagini) e, qualora previsto, alla Centrale Operativa (che si occupa dei centralini e delle comunicazioni in generale) ed al Nucleo Radiomobile (se non dipendenti dal Comando Gruppo territorialmente competente).
Inoltre dal 1º gennaio 2017, dopo l'assorbimento del Corpo Forestale dello Stato, sono presenti nei Gruppi CC Forestali a livello provinciale i Nuclei Investigativi Polizia Ambientale Agroalimentale e Forestale, in acronimo N.I.P.A.A.F, i quali sono retti da Ufficiali con il grado di Tenente, Capitano e Tenente Colonnello. I N.I.P.A.A.F., si occupano di indagini di P.G. sia delegate che di iniziativa prevalentemente votate al traffico illecito di rifiuti, traffico di animali protetti, abusi edilizi e contrasto alla criminalità organizzata prevalentemente per i reati ambientali. I militari dei N.I.P.A.A.F operano in abiti civili.